# Болин, Анатоль
Якоб Пер Анатоль Дедекинд Болин (швед. Jakob Pehr Anatole Dedekind Bolin; 28 сентября 1893, Свалёв, Мальмёхус — 25 января 1983, Стокгольм) — шведский легкоатлет, выступавший в беге на средние дистанции. Участник летних Олимпийских игр 1920 года. Рекордсмен мира в беге на 1000 метров (1918—1922).

## Биография
Анатоль Болин родился 28 сентября 1893 года в шведском городе Свалёв.
Выступал в легкоатлетических соревнованиях за клуб «Стокгольм». Четыре раза становился чемпионом Швеции: трижды в беге на 800 метров (1915—1916, 1918) и один раз в беге на 400 метров (1918).
Был рекордсменом Швеции в беге на 400 и 800 метров.
22 сентября 1918 года установил в Стокгольме мировой рекорд в беге на 1000 метров — 2 минуты 29,1 секунды, который продержался 4 года 5 дней, когда его побил швед Свен Лундгрен (2.28,6).
В 1920 году вошёл в состав сборной Швеции на летних Олимпийских играх в Антверпене. В беге на 400 метров занял в забеге 1/8 финала последнее, 3-е место, показав результат 52,6 секунды и уступив 0,4 секунды попавшему в четвертьфинал со 2-го места Кларенсу Олдфилду из ЮАС. В беге на 800 метров занял в четвертьфинале 3-е место с результатом 1.57,8, в полуфинале - 4-е (1.57,5), уступив 0,2 секунды попавшему в финал с 3-го места Полю Эспарбу из Франции.
В 1928 году получил почётную награду Шведской ассоциации лёгкой атлетики «Большие парни».
Умер 25 января 1983 года в Стокгольме.

## Личные рекорды
- Бег на 400 метров — 49,7 (1918)[2]
- Бег на 800 метров — 1.54,9 (1918)[2]